# 須知城
須知城（しゅうちじょう）は、京都府船井郡京丹波町須知市森にあった中世の日本の城。

## 沿革
南北朝の動乱では南朝方に属していた為、北朝方から度々攻められることとなる。
観応3年/正平7年（1352年）丹波守護代荻野朝忠に属した中津川小次郎秀家の軍勢によって須知城は落城となる。
戦国時代に入ると、織田信長の命を受けた明智光秀による丹波攻略が行われる。
天正元年（1573年）の織田信長の丹波攻略では、明智光秀に協力的であったが、須田元秀が八上城攻防による負傷で死亡し、その後、織田氏から須知氏は離反する。
しかし、天正4年（1576年）頃となると城は明智光秀に攻め落とされ明智氏のものとなる。
その後の城は、明智氏の手で今の遺構のような城へと改修され、石垣などが整備される。
しかし、本能寺の変後、天正10年（1582年）に廃城となる。

## アクセス

### 鉄道
- JR西日本 山陰本線（嵯峨野線）園部駅からJRバス園福線「琴滝道」下車し、徒歩約30分

### 自動車
- 京都縦貫自動車道 丹波ICより南東へ車3分

## その他

### 御城印
城跡と場所は異なるが、御城印を、京丹波町観光協会にて1枚300円で取得することができる。